# Landskampen Danmark-Holland 1927
|  | Denne artikel er oprettet af botten Steenthbot ud fra en ekstern database. Den kan derfor have sproglige fejl eller mangler. Denne skabelon kan fjernes efter kontrol af indholdet. |

Landskampen Danmark-Holland 1927 er en dansk dokumentarfilm fra 1927.

## Handling
Venskabskamp mellem Danmark og Holland den 12. juni 1927 i Idrætsparken. Skuespiller Christian Gottschalch leder fællessangen. Kampen ender 1-1. Henry Hansen udligner for Danmark i 2. halvleg. 21.000 tilskuere overværer kampen.